# Penichrophorus nasuta
Penichrophorus nasuta är en insektsart som beskrevs av Carl Stål. Penichrophorus nasuta ingår i släktet Penichrophorus och familjen hornstritar. Inga underarter finns listade i Catalogue of Life.